# Comissão Internacional de Nomenclatura Zoológica
A Comissão Internacional de Nomenclatura Zoológica (ICZN) é uma organização dedicada a "alcançar estabilidade e sentido na nomenclatura científica dos animais". Fundado em 1895, atualmente compreende 24 comissários de 18 países.

## Organização
O ICZN é regido pela "Constituição do ICZN", que geralmente é publicada junto com o "Código do ICZN".
Os membros são eleitos pela Seção de Nomenclatura Zoológica, estabelecida pela União Internacional de Ciências Biológicas (IUBS).
O mandato regular de um membro da Comissão é de 6 anos. Os membros podem ser reeleitos até um total de três mandatos completos de seis anos consecutivos. Após 18 anos contínuos de serviço eleito, um intervalo de pelo menos 3 anos é prescrito antes que o membro possa se candidatar novamente.

## Atividades
Desde 2014, o trabalho da Comissão é apoiado por uma pequena secretaria sediada na Universidade Nacional de Singapura, em Singapura. Anteriormente, o secretariado era sediado em Londres e financiado pelo International Trust for Zoological Nomenclature. A Comissão auxilia a comunidade zoológica "através da geração e divulgação de informações sobre a utilização correta dos nomes científicos dos animais".
O ICZN publica o Código Internacional de Nomenclatura Zoológica (geralmente referido como "o Código" ou "Código ICZN"), uma convenção amplamente aceita que contém as regras para a nomenclatura científica formal de todos os organismos que são tratados como animais. As novas edições do Código são elaboradas pelo Comitê Editorial indicado pela Comissão. A 4ª edição do Código (1999) foi editada por sete pessoas.
A Comissão também fornece decisões sobre problemas individuais trazidos à sua atenção, uma vez que a arbitragem pode ser necessária em casos contenciosos, onde a estrita aderência ao Código interferiria na estabilidade de uso. Essas decisões são publicadas no Boletim de Nomenclatura Zoológica. A partir de 2017, o Boletim tornou-se um jornal apenas online e se juntou à BioOne, que hospeda do volume 65 em diante do Boletim (2008).